# Lasciateci in pace
Lasciateci in pace è un film italiano del 1953 diretto da Marino Girolami.

## Trama
Achille Buongiorno, commesso in un negozio di alimentari, vive in famiglia un conflitto "politico": la moglie e il cognato sono di destra, la figlia è fidanzata a un medico simpatizzante di un partito di sinistra. Achille si reca a Roma per ritirare un pacco di petardi da utilizzare durante la festa patronale, e nel passare davanti ad un albergo di lusso da cui esce una importante personaggio che arriva dagli Stati Uniti, i petardi prendono fuoco. La stampa interpreta l'incidente come un gesto di contestazione contro l'imperialismo americano e Achille, ormai sotto i riflettori, comincia a ricevere proposte di candidatura alle elezioni amministrative. A seguito della promessa da parte del partito comunista di costruire un acquedotto nel paese in cui vive, Achille è convinto a mettersi in lista e viene eletto sindaco, ma nei pressi del cantiere dove sono iniziati i lavori scopre una bomba a orologeria, nascosta proprio dai suoi compagni di partito con lo scopo di attribuire l'attentato alla destra. Il sindaco riesce miracolosamente a sventare l'attentato portando la bomba fuori dall'abitato, appena prima dello scoppio che produce un cratere da cui fuoriesce un'abbondante vena d'acqua. L'evento fortuito finisce per consolidare definitivamente la sua popolarità.

## Controversie
Il commediografo Edoardo Anton chiese al tribunale civile di Roma la distruzione della pellicola, non ancora proiettata, e un ingente risarcimento di danni, accusando regista, soggettista e casa di produzione di plagio; Anton l'anno precedente aveva ricevuto un soggetto da Ettore Maria Margadonna e Piero Regnoli dal titolo Miracolo a Roccaforte, e depositato lo stesso alla SIAE; la casa di produzione, preso atto della somiglianza del soggetto, bloccò il progetto.

## Distribuzione
In televisione il film fu trasmesso da diverse emittenti private negli anni '80 e ritrasmesso soltanto il 23 marzo 2022 sul canale Cine34 con l'erronea dicitura "1ª assoluta".

## Critica
(Umberto Tani su Intermezzo del 15 luglio 1954)